# Richard Burgin
Richard Burgin (11 de octubre de 1892 – 29 de abril de 1981) fue un violinista y director de orquesta estadounidense de origen polaco, conocido por su labor como director asociado y concertino en la Orquesta Sinfónica de Boston.

## Biografía
Burgin nació en Siedlce (Polonia) y actuó por primera vez en público a los 11 años, como solista de la Sociedad Filarmónica de Varsovia. En 1906 estudió con Joseph Joachim en Berlín y de 1908 a 1912 con Leopold Auer en el Conservatorio de San Petersburgo. Luego trabajó en Helsinki, Estocolmo y Oslo antes de emigrar a Estados Unidos.
Burgin fue nombrado concertino de la Orquesta Sinfónica de Boston en 1920, siendo Pierre Monteux el director principal, y director asistente en 1927, al comienzo del mandato de Serge Koussevitzky como director principal (1924-1949). Dirigió la orquesta en 308 conciertos en Estados Unidos, Australia y Japón, y fue director asociado de siete estrenos mundiales y 25 estrenos en Boston. Continuó como concertino durante el mandato de Charles Munch como director principal (1949-1962), y se jubiló en 1962 cuando Munch regresó a Europa.
Anteriormente, había sido concertino de la Sinfónica de Leningrado, la Sinfónica de Helsinki, la Filarmónica de Oslo y la Sociedad de Conciertos de Estocolmo. Tocó con los renombrados directores Arnold Volpe, Max Fiedler y Arthur Nikisch, y con los compositores Richard Strauss y Jean Sibelius .
En 1957, Burgin dijo a la revista TIME: "Conozco a muchos virtuosos y no los envidio. Me cuentan lo que es tocar las mismas piezas una y otra vez y saber que tienen que ir aquí y luego estar allí. No para mí. Me gusta la orquesta." 
Como concertino de violín, fue solista en el estreno en Estados Unidos del Concierto para violín n.º 1 en re mayor, Op. 19 de Serguéi Prokófiev el 24 de abril de 1925, bajo la dirección de Serguéi Kusevitski.
Un año después de llegar a Boston, Burgin fundó su propio cuarteto de cuerda, el Burgin String Quartet. También dirigió el departamento de cuerdas del Conservatorio de Música de Nueva Inglaterra, donde enseñó violín y dirección y, en 1953, dirigió su orquesta estudiantil. A partir de 1959, también enseñó en la Universidad de Boston, donde dio conferencias y dirigió su orquesta de cámara, así como en el Berkshire Music Center, donde enseñó dirección. Después de mudarse a Florida tras su retiro de la Orquesta Sinfónica de Boston en 1962, enseñó en la Universidad Estatal de Florida hasta su jubilación definitiva a mediados de la década de 1970. Mientras estuvo allí, formó el Cuarteto Florestan con su esposa, la violinista Ruth Posselt, como segundo violín. Falleció en Gulfport (Florida), el 29 de abril de 1981.

## Reconocimientos
Burgin fue caballero oficial de la Legión de Honor francesa y miembro de la Academia Estadounidense de Artes y Ciencias .